# Takehito Shigehara
Takehito Shigehara (Gunma, 6 oktober 1981) is een voormalig Japans voetballer.

## Carrière
Takehito Shigehara speelde tussen 2000 en 2008 voor Vissel Kobe, Kawasaki Frontale, Kashiwa Reysol, Sanfrecce Hiroshima en Ventforet Kofu.